# Karnismus
Karnismus (anglicky carnism) je ideologický postoj, který poprvé definovala americká sociální psycholožka a veganská aktivistka Melanie Joy. Tento termín vysvětluje v knize Why We Love Dogs, Eat Pigs, and Wear Cows (2009). Podle autorky jde o všeobecně sdílenou a nereflektovanou ideologii, že je správné nebo dokonce žádané konzumovat maso zvířat, která jsou v dané kultuře definovaná jako jedlá. Řadou sdílených přesvědčení (např. že je konzumace masa nezbytná) a mechanismů (skrývání původu masa) se lidé vyrovnávají s nepříjemnými pocity, které by mohli mít kvůli rostoucí senzibilitě vůči utrpení a zabíjení ostatních zvířat.
Karnistou je označován člověk, který pokládá za správné a žádoucí jíst maso těch druhů zvířat, které jsou v dané kultuře pokládána za jedlá. Zároveň má problém konzumovat tzv. „nejedlá zvířata“ a mnohdy také pociťuje nelibost z přítomnosti při zabíjení zvířat jedlých.
Dle Giberta a Desaulniers karnismus odkazuje na ideologii, která podmiňuje lidi k tomu, aby jedli určité zvířecí produkty. V zásadě jde o opak veganství.

## Vývoj teorie
Karnismus je subideologií nebo formou speciesismu (druhové nadřazenosti), který byl popsán poprvé psychologem Richardem Ryderem. Joy se o speciesismu dozvěděla z knihy Osvobození zvířat od Petera Singera krátce poté, co snědla zkažený hamburger a musela být kvůli bakteriální infekci hospitalizována. Kniha ji inspirovala k vyvinutí své vlastní teorie. Zatímco speciesismus je normativní filosofická teorie, karnismus je psychologický koncept.
Termín karnismus se poprvé objevil roku 2001 v článku Od masožrouta ke karnistovi: Osvobození jazyka masa, který byl publikován v americkém vegetariánském časopise Satya. Článek pojednával o důležitosti jazyka pro hnutí za práva zvířat. V tomto kontextu Melanie Joy zmiňuje, že aby bylo možné zpochybnit status quo, je nutné k tomu mít adekvátní název pro ideologický systém, který legitimizuje útlak mimolidských zvířat. Slovo "masožrout" totiž neodráží skutečnost, že jsme všežravci, zatímco slovo "karnista" tyto spojitosti nevyvolává.
Teorii karnismu popsala Melanie Joy ve své doktorské práci, dokončené roku 2003 ale zůstala téměř nepovšimnuta až do roku 2009, kdy vydala knihu Proč milujeme psy, jíme prasata a obouváme se do krav: Úvod do karnismu. V návaznosti na teorii karnismu vznikla teorie masového paradoxu, jehož testování většinu z jejích teorií potvrdilo.
V článku z roku 2011 Joy reaguje na vývoj společnosti a hovoří o neokarnismu. Identifikuje tři neokarnistické diskurzy, které podle ní naznačují, že se společnost začíná zajímat o zvířata.

### Kritika
Helena Pedersen a Jason Hribal tvrdí, že Joy nezohledňuje historické hledisko. Dle Pedersenové je teorie karnismu velmi přínosná, ale je nutné podrobněji popsat otázku sociálního vzniku živočišné výroby. Hribal píše, že Joy ignoruje historické proměny definice masa a redukuje jej na symbol, aniž by zohlednila historickou roli mimolidských zvířat jako pracující skupiny, která klade odpor. Maso podle něj vyjadřovalo jiné sociální vztahy a jiné způsoby produkce. Jako příklady uvádí latinský výraz "uisceratio", který znamenal sdílení pokrmu, ale to se začalo měnit na konci čtvrtého století s učencem Maurem Serviem Honoratem, který k definici přidal rozdávání zvířecí svaloviny. Cituje přitom Corbiera (1989). Podobná proměna nastala v angličtině, kde se definice změnila z pokrmu, který mohl a nemusel obsahovat zvířecí svalovinu, na průmyslový prostředek zisku. Hribal připomíná poznámku Smitha, který psal, že ovce se často zabíjely jen kvůli vlně a loji, což byla podprodukce. Bylo tudíž nutné vytvořit maso jako komoditu a bylo to na dobytku, aby tuto práci zastal.
Profesor francouzské literatury a veganských studií Renan Larue naopak ve své knize Le végétarisme et ses ennemis : Vingt-cinq siècles de débats (Vegetariánství a jeho nepřátelé: dvacet pět století debat) ukazuje, že historické hledisko nemusí být takový problém a uvádí příklady dávných debat o vegetariánství, ve kterých nachází stejné karnistické obrany, které pozorujeme dnes.

## Psychologické mechanismy karnismu
Karnismus se vyznačuje psychologickým znecitlivěním, které je způsobeno přerušeným psychoemočním zpracováním skutečnosti. Toto znecitlivění je usnadňováno různými obrannými mechanismy. Mezi ně patří: obrany (ospravedlnění), objektifikace, deindividualizace a dichotomizace.

### Schémata
Lidé si kategorizují ostatní zvířata dle schémat – mentálních klasifikací. Vznikají tak kategorie jako "domácí mazlíček", "škůdce", "roztomilý", "ošklivý", "jídlo", "predátor", "kořist" apod. Co se týče masa, kultury dělí zvířata na "jedlá" a "nejedlá" a to různým způsobem. Existuje kulturní variabilita v tom, které kultury považují daná zvířata za jedlá. V Evropě nebo USA dnes psi nejsou považováni za jedlé, ale v Číně a Jižní Koreji ano (alespoň některé rasy). Na středním východě nebo v některých částech Indie jsou považováni za nečisté, proto také nespadají do kategorie "jedlých" zvířat. Přesto, že se psi co se týče inteligence neliší od prasat, v Evropě a Americe jsou prasata považována za jedlá. Naopak Muslimové a Židé prasata za "jedlá" nepovažují. V Indii jsou krávy posvátné, zatímco na západě jsou využívány na jídlo.
Jezení zvířat považovaných za "nejedlá" může být považováno za tabu a vyvolat viscerální znechucení. U aktivistů za práva zvířat znechucení často vyvolává využívání jakýchkoli zvířat. Podle Herzoga a Goldena může být motivujícím faktorem k advokacii zvířat vyšší senzitivita ke znechucení. Dle Serpella ke snižování znechucení může docházet kvůli kulturním vlivům, které legitimizují praktiky živočišného průmyslu.
Joy píše (a další výzkumy to potvrzují), že tyto klasifikace vedou k tomu, jak daná kultura zachází s danou skupinou zvířat a ovlivňují subjektivní percepce jejich sentience a inteligence. Aby lidé redukovali vnitřní konflikt, snižují empatii ke zvířatům považovaným za jedlá. Některé studie ukazují, že lidé přisuzují zvířatům, považovaným za "jedlá" nižší inteligenci a nižší schopnost trpět a snaží se disociovat maso (případně další živočišné produkty) a samotná zvířata, ze kterých maso pochází. Experimenty ukazují, že lidé mají větší tendenci si myslet, že zabíjení zvířat pro jídlo je v pořádku, pokud jim připisují menší mentální schopnosti. Jedna studie zkoumala, jak budou vnímat lidé neznámá zvířata, o kterých jim bude řečeno, že je domorodci loví na jídlo. Ukázalo se, že lidé připisují zvířatům, využívaným na jídlo méně mentálních schopností. Review z roku 2014 ukázala, že tyto jevy by mohly být vysvětleny pomocí sady technik, sloužících k redukci disonance a negativních emocí, spojených s masovým paradoxem (ale zatím tyto emoce nebyly popsány).

### Masový paradox
Karnismus je spojen s masovým paradoxem. Paradox spočívá v tom, že lidé mají odlišné hodnoty a akce. Sice jsou proti ubližování zvířatům, ale přesto je jedí. To vede ke kognitivní disonanci, která snižuje citlivost. Lidé, kteří mají pozitivní postoj ke zvířatům, odmítají vidět tato zvířata trpět a přesto mají zvyk jíst produkty, které vyžadují jejich zabíjení. To neznamená, že by lidem nevadilo sledovat, jak jsou tato zvířata zabíjena, nebo jak je jim ubližováno. Joy poznamenává, že z tohoto důvodu nejsou zvířata servírována s hlavou. Zatímco v historii bylo běžné servírovat zvířata celá, tento zvyk postupně vymizel a dnes působí rozpaky a nechuť. Z toho vyplývá další mentální proces, který snižuje kognitivní disonanci: disociace, tedy oddělení konzumovaného masa od konceptu žijícího zvířete, ze kterého toto maso pochází. Úhledné balení potom skryje skutečný původ masa tak, že již vůbec nevypadá jako původní zvíře. Další strategií pro snížení konfliktu je tak nezjišťování původu konzumovaných produktů ze zvířat. Norské studie ukázaly, že zpracované maso budí méně empatie než maso nezpracované, živé zvíře v reklamě na maso zvyšuje empatii a snižuje ochotu jíst maso, popisování masa jako "harvested" (tento eufemimus není v češtině používán, dal by se přeložit jako sklízeného) vzbuzuje méně empatie, než popis procedury jako "zabíjení" (killing) nebo "porážení" (slaughtering). Nahrazení slov "hovězí" a "vepřové" slovy "kravské" a "prasečí" na menu restaurace zvýšilo empatii ke zvířatům a nechuť k masu z nich.
Psychologické experimenty ukazují, že vnitřní konflikt je také snižován podceňováním mentálních schopností a vnímáním sníženého morálního statusu konzumovaných zvířat. Současné studie ukazují, že masový paradox vytváří negativní vnitřní stav, kvůli kterému jedinci hledají prostředky k jeho zmírnění. Mezi tyto prostředky patří právě přisuzování nižší inteligence a nižší schopnosti trpět konzumovaným zvířatům. Disimilace hraje také svou roli, lidé přemýšlí o těchto zvířatech jako o odlišných. Čím odlišnější zvíře je, tím menší morální status zvířatům lidé přisuzují. Maso ze zvířat, žijících ve vodě často není považováno za maso, nebo je dokonce nazýváno mořskými plody, jakoby to byly rostliny. Pravděpodobně z tohoto důvodu se postoj k rybám liší od postoje k ostatním zvířatům, využívaným v potravinovém průmyslu. Tato psychická vzdálenost pravděpodobně vzniká kvůli odlišnosti prostředí, ve kterém tato zvířata žijí. Proto si lidé dokáží jen obtížně představit jejich prožívání.
Dalším mechanismem je objektifikace – vnímání zvířat jako bezduchých objektů. Díky tomu, že vnímáme zvířata nikoli jako cítící jedince, ale jako abstraktní objekty, můžeme s nimi nakládat jako s věcmi a konzumovat je. Objektifikace se projevuje i v jazyce: jména dávaná masu jsou odlišná od jmen zvířat (vepřové a nikoli prasečí, hovězí a nikoli kravské apod.). Burger, párek či slanina potom vytváří ještě větší vzdálenost od původu produktu. Jednotlivé jazyky se mezi sebou liší v množství eufemismů používaných pro produkty ze zvířat, ale zatím není známo, zda tato míra ovlivňuje míru disociace. Objektifikace souvisí s deindividualizací, tedy procesem, který umožňuje vnímat jedince jenom skrze identitu jejich skupiny. To usnadňuje zneviditelnění původu masa, např. prasata zabíjená pro maso jsou vnímána jako abstraktní skupina. Jak poznamenává Joy, pokud by zákazníci poznali jedinečnou osobnost daného zvířete před tím, než by snědli jeho maso, bylo by pro ně mnohem těžší jej sníst.

### Ospravedlňování
Důležitou součástí karnistické ideologie je racionalizace konzumace zvířat. Racionalizace je proces, jehož funkcí je vysvětlit nebo ospravedlnit potenciálně problematické chování. Melanie Joy popsala systém tří karnistických "N": normal (normální), natural (přirozené), necessary (nutné). Piazza a kol. (2015) přidali ještě čtvrté N, nice (příjemné). Konzumace masa je tedy karnisty považována za normální, přirozenou, nutnou nebo příjemnou. Podle Joy byly tři N (a Piazza dodává, že i čtvrté N) používány i pro ospravedlňování jiných ideologií, jako bylo otroctví, odmítání hlasovacího práva pro ženy apod. Čím silněji lidé zastávají tyto argumenty, tím menší vinu cítí za své stravovací chování, tím více objektifikují zvířata a tím menší morální zájem o ně mají. Nicméně také méně odsuzují sociální nerovnost a jsou zastánci více hierarchických ideologií.

#### Normální
Vzhledem k tomu, že karnistická ideologie je normalizována, její principy se stávají sociálními normami a ideologie se stává neviditelnou. Sociální normy jsou vytvářeny a udržovány lidmi, kteří netuší, že jednají v souladu s ideologií, která určuje jejich hodnoty i preference. Chování podle pravidel společnosti představuje cestu nejmenšího odporu. Lidé, kteří nejedí zvířata a produkty z nich jsou potom nuceni se za to obhajovat a vzniká o nich mnoho stereotypů (hippie, poruchy příjmu potravy, nemají rádi lidi apod.). Normy se poté přenášejí na tradice, které jsou potom mnohem méně zpochybňovány.

#### Přirozené
Tato racionalizace je založená na přesvědčení, že co je přirozené, je také morálně správné. Nicméně v tomto případě se jedná o argumentační faul – argument ad naturam, tedy vyvozování normativních závěrů z čistě deskriptivních premis. Lidé často tvrdí, že konzumace masa není neetická, protože jsme všežravci a musíme proto maso jíst – je to tedy přirozené. Přirovnávají se tak často ke zvířatům jako jsou lvi, ale pouze v kontextu stravy a nikoli v kontextu jiných druhů chování, která již za správná považována nejsou.

#### Nutné
Třetím ospravedlněním je, že konzumace masa je nutná, protože bez něj by nebylo možné získat všechny potřebné živiny. Nicméně podle hlavních výživových institucí v západních zemích není správně sestavená rostlinná strava jenom nutričně dostačující, ale dokonce snižuje riziko řady civilizačních onemocnění. Přestože lidé mohou žít bez konzumace masa, jsou jim podsouvány informace o jeho nezbytnosti (např. institucemi, náboženstvím, rodinou, médii). Ta je nadále rozšiřována mýty o proteinech, mýty o přemnožení zvířat a paradoxem násilných ideologií o nutnosti ospravedlnění násilí v historii jeho udržováním.

#### Příjemné
Nejjednodušším argumentem je argument na chuť – konzumace masa ze zvířat je příjemná. Zpočátku toto N bylo ignorováno, ale výzkum ukázal, že je relativně časté a to i v kontextech jiných nespravedlností jako je např. znásilnění. O této čtvrtém N také vypovídá jazyk, používaný v marketingu masného průmyslu: je silně zaměřen na evaluaci chuti (případně na tradici).

#### Neokarnismus
V návaznosti na vývoj společnosti Melanie Joy identifikuje tři nové karnistické diskurzy, které podle ní svědčí o tom, že se společnost začíná více zajímat zvířata a o své stravovací návyky, protože je více informovaná (a karnismus přestává být tak neviditelný). Tyto diskurzy nazývá neokarnismem. Jeden z neokarnistických diskurzů, nazývaný soucitným karnismem, útočí na etický pilíř veganství: jedná se o welfaristy, kteří tvrdí, že veganství je extrémní a že je potřeba konzumovat maso ze "šťastných" zvířat. Na ekologický pilíř veganství útočí ekokarnismus, propagující malé farmy, produkující udržitelné maso. Veganství považuje za moderní úchylku lidí z města, kteří se odpojili od přírody. Třetí skupina neokarnistů – biokarnisté – stále tvrdí, že konzumace produktů ze zvířat je nutná pro zdraví, což podle nich přebíjí všechny morální důvody.